# Hans Paasche

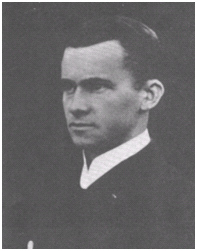
Hans Paasche

Johannes Albert Ferdinand Paasche, genannt Hans Paasche (* 3. April 1881 in Rostock; † 21. Mai 1920 auf Gut Waldfrieden, spätere Grenzmark Posen-Westpreußen) war ein deutscher Marineoffizier und Publizist. Er engagierte sich in der Lebensreformbewegung, sowie im Bund Neues Vaterland gegen die deutsche Kriegs- und Kolonialpolitik. 1918 gehörte er für einige Wochen dem Vollzugsrat der Arbeiter- und Soldatenräte in Berlin an. Im Mai 1920 wurde Hans Paasche, erst 39 Jahre alt, auf seinem Gut Waldfrieden von Freikorpstruppen ermordet.

## Leben und Werk

### Herkunft und militärische Ausbildung
Hans Paasche wurde in eine großbürgerliche Familie geboren. Sein Vater Hermann Paasche (1851–1925), war Wirtschaftswissenschaftler und Mitglied der Nationalliberalen Partei und wurde 1912 Reichstags-Vizepräsident. Die Mutter Elise Paasche (1857–1943) verfasste einige konservative Schriften. Hans Paasche besuchte das Joachimsthalsche Gymnasium in Berlin. Am 10. April 1899 begann er auf eigenen Wunsch als Seekadett eine militärische Ausbildung zum Marineoffizier.

### Offizier der Marine
1904 war Hans Paasche für den Kleinen Kreuzer SMS Bussard als Dienstposten des Navigationsoffiziers im Dienstgrad Leutnant zur See (befördert am 27. September 1902) vorgesehen. Dazu verließ er Bremerhaven am 5. Mai 1904 auf dem deutschen Dampfer Main. Im Juni 1904 traf dieses in Colombo auf die Bussard und Paasche konnte seinen Dienst dort antreten. Die SMS Bussard war zu dieser Zeit als Stationär für die Ostafrikanische Marinestation vorgesehen und traf am 30. Juni in Daressalam in Deutsch-Ostafrika ein. Am 21. März 1905 wurde er zum Oberleutnant zur See befördert.
Als im August 1905 der Maji-Maji-Aufstand ausbrach, wurde die Bussard eingesetzt, um Truppen-Detachements der Marine bzw. der kaiserlichen Schutztruppe an der Küste abzusetzen, um die Küstenstationen zu schützen und die Aufständischen zu bekämpfen. Hans Paasche wurde dann selbst als Befehlshaber eines dieser Detachements in Mohoro abgesetzt und leitete hier auch Kämpfe gegen die Aufständischen.  Er kämpfte am 18. August 1905 in der Nähe von Utete eine siegreiche Schlacht und tötete über 60 Rebellen, aber der Matrose Gramkau war gefallen. Am 21. August 1905 griffen der 24-jährige Paasche, seine Männer und weitere Askari in der Nähe von Kipo eine Gruppe von über 1.000 Rebellen am Nordufer des Flusses an. 75 Rebellen wurden in der Schlacht getötet, der Rest versuchte, auf die andere Seite zu schwimmen, ein großer Teil von ihnen ertranken. Hierfür erhielt er den Roten Adlerorden, IV. Klasse mit Schwertern und 1912 die Kolonial-Denkmünze mit Gefechtsspange.
Er erlebte Gerichtsprozesse gegen Anführer der Aufständischen und deren Hinrichtungen und wurde dabei innerlich zum Gegner der Todesstrafe. Es kam später auch zu Konflikten mit Mitoffizieren und Vorgesetzten, die die Kämpfe ausdehnen wollten, während er Gefechtsverluste auf beiden Seiten zu vermeiden versuchte.
Paasche hatte vor dem Einsatz eigens Kisuaheli erlernt, um sich besser mit den Einheimischen verständigen zu können. 
Eine Malariaerkrankung beendete 1906 seinen Dienst in Afrika. Danach war er in Wilhelmshaven stationiert und diente in der II. Matrosendivision. Seinem dienstlichen Verpflichtungen oblag er fortan bewusst nachlässig und erhielt Anfang 1909 den erhofften Abschied.

### Hochzeitsreise in Afrika und publizistische Tätigkeiten
1909 heiratete Hans Paasche Ellen Witting, die Tochter des Präsidenten der Nationalbank Richard Witting und Nichte des Publizisten Maximilian Harden. Die Hochzeitsreise führte beide ins östliche Afrika und an die Quellen des Weißen Nils. Ellen Paasche war wahrscheinlich die erste Europäerin, die dorthin gelangte. 1909/1910 lebte das Paar am Victoriasee. Beide schrieben über diese Reise das umfangreiche Manuskript Die Hochzeitsreise zu den Quellen des Nils, das vollständig verloren ging.
Um 1912 rief Hans Paasche gemeinsam mit Hermann Popert den reformerischen und abstinenten Deutschen Vortruppbund und dessen Zeitschrift Der Vortrupp. Halbmonatsschrift für das Deutschtum unserer Zeit ins Leben. Dort veröffentlichte er in mehreren Fortsetzungen 1912/13 den kulturkritischen fiktiven Reisebericht Die Forschungsreise des Afrikaners Lukanga Mukara ins innerste Deutschland.
In Vorträgen versuchte Hans Paasche Verständnis für Afrika und seine Menschen zu wecken. Schon seit 1910/11 hatte er (als Reserveoffizier) öffentlich für den Pazifismus geworben, was ihm 1913 ein militärisches Ehrengerichtsverfahren eintrug.
Im Jahr 1913 war er einer der Wortführer beim Ersten Freideutschen Jugendtag, einem Treffen der Jugendbewegung auf dem Hohen Meißner in Nordhessen. Er gehörte auch zu dem Kreis der Freunde um den Naturpropheten Gusto Gräser und war Mitglied in dem von Magnus Schwantje gegründeten Bund für radikale Ethik.

### Militärdienst 1914–1916
Im August 1914 meldete sich Hans Paasche freiwillig zur Marine zurück und wurde zunächst als Nachrichtenoffizier auf dem Leuchtturm Roter Sand eingesetzt. Im Juni 1915 wurde er zu einer Torpedobootflottille nach Wilhelmshaven versetzt. In dieser Phase entwickelte er sich zum kompromisslosen Antimilitaristen.
Die bei der Marine besonders ausgeprägte, von der Führung gewünschte und kultivierte Distanz zwischen Offizieren und Mannschaften wurde von Paasche demonstrativ unterlaufen. Er bemühte sich um eine bessere Verpflegung seiner Untergebenen, versuchte, ihnen neben dem Dienst eine Art kulturelles Leben zu ermöglichen und vertrat bei Vorgesetzten ihre Interessen. Als Paasche es ablehnte, das ihm übertragene Richteramt im Prozess gegen einen wegen „aufreizender Redensarten“ angeklagten Matrosen zu übernehmen und dies mit „Befangenheit zugunsten des Angeklagten“ begründete, wurde er im Januar 1916 aus dem Militärdienst entlassen.

### Publizistische Tätigkeiten und Verhaftung
Er trat dem Bund Neues Vaterland bei und zog sich seitdem auf sein Gut Waldfrieden in der Provinz Posen zurück. Er schrieb weiter, im Rahmen der Zensur, gegen den Krieg. Mit den französischen Kriegsgefangenen, die Paasche zugeteilt worden waren, feierte er am 14. Juli 1917 den Jahrestag des Sturmes auf die Bastille und hisste auf dem Gutshaus die Trikolore.
Im Herbst 1917 wurde Hans Paasche wegen seiner Flugschrift Die Waffen nieder! und weiterer Aktivitäten verhaftet. 
Er wurde danach in die Nervenabteilung des Gefängnisses Moabit verlegt. Damit entging er der drohenden Anklage wegen Hochverrats und der möglichen Todesstrafe.

Die Sozialistin Rosa Luxemburg, ebenso in Haft, schrieb am 24. November 1917 an ihre Parteigenossin und Freundin Clara Zetkin:
Ich habe jetzt u. a. ein kleines Büchlein ‚Fremdenlegionär Kirsch‘ von Hans Paasche gekriegt, das mich nur des Verfassers wegen interessiert. Hans P. hat sich neulich mit der Tochter des Posener Oberbürgermeisters Witting (Hardens Bruder) verheiratet, und beide haben eine Hochzeitsreise zu den Quellen des Nils gemacht, Die beiden haben darauf ein Buch geschrieben, worin sie über die Neger so menschlich und freiheitlich sich äußerten, daß das Buch sofort beschlagnahmt und eingestampft wurde. Nun ist derselbe H. Paasche neuerlich verhaftet worden – wie es hieß, wegen eines Flugblattes, worin er die Frauen der Munitionsbranche zum Massenstreik aufgerufen haben soll! … Tatsache ist, daß er in Untersuchungshaft sitzt. Ist es nicht wunderbar, daß man plötzlich auch Menschen, Männer entdeckt, und zwar in Kreisen, wo man sie wenigsten vermutete?

### Politische Tätigkeiten im Arbeiter- und Soldatenrat 1918
Dort befreiten Hans Paasche am 9. November 1918 revolutionäre Matrosen und fuhren ihn direkt in den Reichstag, wo er in den Vollzugsrat der Arbeiter- und Soldatenräte gewählt wurde. Er stand damals der USPD nahe. Er plädierte für eine radikaldemokratische, sozialistische Politik, deren vorrangiges Ziel nach seinen Vorstellungen zunächst eine Zerschlagung des Großgrundbesitzes im Rahmen einer Bodenreform zu sein hatte. Um ein Zeichen des Bruchs mit der Vergangenheit zu setzen, schlug er den Abriss der Siegesallee samt Siegessäule vor, ohne Erfolg. Am 26. November ließ Paasche in der Absicht, die Kriegsverbrechen des Jahres 1914 und die deutsche Besatzungspolitik untersuchen zu lassen, zwei Waggons mit Geheimakten aus dem Archiv des ehemaligen Generalgouvernements Belgien beschlagnahmen. Er bereitete die Festnahme und Aburteilung einiger für die Auslösung des Krieges verantwortlichen Personen mit Matrosen vor, die Genehmigung dazu wurden jedoch von den zuständigen Entscheidungsträgern Philipp Scheidemann und Friedrich Ebert nicht unterschrieben.
Am 25. Januar 1919 saß Hans Paasche auf dem ersten Wagen des Trauerzuges für die Opfer des Januaraufstandes, darunter auch von Karl Liebknecht.

### Rückzug
Mit seiner maßlosen Enttäuschung über den Verrat der revolutionären Bestrebungen verband sich die Trauer über den jähen Tod seiner erst 29 Jahre alten Frau Ellen, die am 8. Dezember 1918 der Spanischen Grippe erlegen war. Sie hatte inzwischen ihr viertes Kind geboren.
So zog sich Hans Paasche an der Jahreswende erneut auf sein Gut Waldfrieden zurück. Er gab einige seiner Kinder in die Obhut von Verwandten, kümmerte sich um ökologisches Wirtschaften und verfasste weiterhin politische Schriften. Hans Paasche genoss unter den Einheimischen einen hohen Ruf. Er unterstützte streikende Landarbeiter und stand kurz davor, mit überwältigender Mehrheit in den Gemeinderat gewählt zu werden. Im Frühjahr 1920 fand er in Hertha Geisler, die seit längerem zu seinem Freundeskreis zählte, zudem eine neue Partnerin.

### Ermordung
Im Frühjahr 1920 forderte er die Landarbeiter seines Gutes und jene benachbarter Güter auf, bei der bevorstehenden Reichstagswahl für die kommunistischen Kandidaten zu stimmen.
Hans Paasche war von Freunden vor einem geplanten Anschlag auf sein Leben gewarnt worden und hatte auch selbst bemerkt, dass Unbekannte das Gut per Fernglas beobachteten. Zwei Verfolgern entkam er, indem er sich in der Hütte eines Waldarbeiters verbarg. Eine Übersiedlung nach Berlin lehnte er dennoch ab.
Am 21. Mai erschienen zwei Offiziere mit etwa fünfzig Soldaten des Reichswehr-Schutzregiments 4 Deutsch Krone (Kommando Ehrhart) auf zwei mit Maschinengewehren bestückten Lastkraftwagen auf Gut Waldfrieden. Hans Paasche hielt sich gerade mit seinen Kindern an einem nahegelegenen See auf. Er wurde herbeigerufen, wollte beim Anblick der Soldaten aber umkehren. Jene eröffneten daraufhin das Feuer; zwei tödliche Schüsse trafen Paasche von hinten ins Herz. Er war bekleidet mit Badehose und Jacke und trug Sandalen. Es wurden keine Waffen bei ihm gefunden. Die Durchsuchung des Anwesens förderte lediglich einige Exemplare der Freiheit und der Roten Fahne zutage, die als „Beweismittel“ beschlagnahmt wurden.

## Reaktionen auf seinen Tod
Bekannte und enge Mitstreiter waren entsetzt über diesen Mord an Hans Paasche. Auch in der liberalen und sozialistischen Presse gab es eine ausführliche Berichterstattung. Es war ein weiterer Mord an einem kritischen Akteur, wie zuvor schon an Rosa Luxemburg, Karl Liebknecht, Kurt Eisner, Gustav Landauer und anderen.

### Harry Graf Kessler
Der Diplomat und Publizist Harry Graf Kessler hielt in seinem Tagebuch 1920 dazu fest:

„Man erfährt, daß in den Pfingsttagen der Pazifist Paasche von Reichswehrsoldaten auf seinem Gute ermordet worden ist. Natürlich ›auf der Flucht‹ (…) Die Sicherheit für politisch Mißliebige ist gegenwärtig in Deutschland geringer als in den verrufensten südamerikanischen Republiken oder im Rom der Borgia.“

### Kurt Tucholsky
Von Kurt Tucholsky gibt es drei Texte über den Tod an Hans Paasche, darunter die sarkastische Rede an dessen Grab und das Gedicht Paasche Anfang Juni 1920:
Wieder Einer. / Das ist nun im Reich / Gewohnheit schon. Es gilt ihnen gleich. / So geht das alle, alle Tage. / Hierzuland löst die soziale Frage / ein Leutnant, zehn Mann. Pazifist ist der Hund? / Schießt ihm nicht erst die Knochen wund! / Die Kugel ins Herz! / Und die Dienststellen logen: / Er hat sich seiner Verhaftung entzogen. / Leitartikel. Dementi. Geschrei. / Und in vierzehn Tagen ist alles vorbei. / - Wieder Einer. Ein müder Mann, / der müde über die Deutschen sann. / Den preußischen Geist – er kannte ihn / aus dem Heer und aus den Kolonien, / aus der großen Zeit – er mochte nicht mehr. / Er hasste dieses höllische Heer. / Er liebte die Menschen. Er hasste Sergeanten / (das taten alle, die beide kannten). / Saß still auf dem Lande und angelte Fische. / Las ein paar harmlose Zeitungswische… / - Spitzelmeldung. Da rücken heran / zwei Offiziere und sechzig Mann. / (Tapfer sind sie immer gewesen, / das kann man schon bei Herrn Schäfer lesen.) / Das Opfer im Badeanzug… Schuss. In den Dreck. / Wieder son Bolschewiste weg –! / Verbeugung. Kommandos, hart und knapp. / Dann rückt die Heldengarde ab. / Ein toter Mann. Ein Stiller. Ein Reiner. / Wieder Einer. Wieder Einer.

### Gerhart Hauptmann
Der bekannte Dichter Gerhart Hauptmann gestaltete den Mord an Hans Paasche im Dritten Abenteuer seines Till Eulenspiegel. Dort lässt er Till klagen: „Hör es, Sonne! Und höre es, Wald! Auch du, Erde, vernimm es! / Hört und rächt es, ihr Tiere und Geister des Feldes! Sie haben / meinen Bruder, den Evangelisten des Herrn erschlagen!“

### Helene Stöcker
Auch die bedeutende Pazifistin Helene Stöcker schrieb in ihrem Tagebuch über diesen Mord.

### Keine Gerichtsprozesse
Sein Schwiegervater Richard Witting und sein Schwager kündigten das Bemühen um gerichtliche Untersuchungen an, die aber nicht erfolgten. Der Schütze [=unterster Mannschaftsdienstgrad] Diekmann, der den tödlichen Schuss abgab, und der diensthabende Vorgesetzte Oberleutnant Koppe wurden nicht belangt. Die zuständige Staatsanwaltschaft erklärte den Mord kurzerhand als „Zusammentreffen nicht voraussehbarer unglücklicher Umstände“.

## Einstellungen

### Frühe Grundeinstellungen
Hans Paasche schlug auf eigenen Wunsch eine militärische Laufbahn bei der Marine ein. Er wurde Offizier und nahm an den Kämpfen gegen Aufständische in Deutsch-Ostafrika 1905 teil. Er beschrieb dies später in einem autobiographischen Bericht auch mit gewissen formalen Zwangsläufigkeiten, die Truppe hätte sich schützen müssen, auch wenn er gleichzeitig das Widersprüchliche der Situation der Kolonialtruppen erkannte.
Hans Paasche fühlte bis etwa 1916 ein gewisses Pflichtbewusstsein gegenüber seinem Heimatland und akzeptierte scheinbar weitgehend die Strukturen der Marine. Er führte mit führenden Generälen und Offizieren mehrfach Gespräche über deren Verbesserung, vor allem aber für die Verbesserung der Situation der Matrosen.

### Umgang mit Menschen
Eine Grundeinstellung von Hans Paasche war es, jeden Menschen, mit dem er zusammenkam, als gleichwertig anzusehen. Dies betraf seine Untergebenen bei der Marine, die Bewohner Deutsch-Ostafrikas und auch Personen, mit denen er weltanschaulich nicht übereinstimmte. Dies war in seiner Zeit für eine Person seiner Standes ungewöhnlich. Hans Paasche konnte Menschen im persönlichen Gespräch und bei Vorträgen fesseln und teilweise von seinen Positionen überzeugen, auch wenn diese vorher davon relativ weit entfernt waren. Dies gelang ihm bei Vorgesetzten und Offizieren der Marine bezüglich einer kulturvolleren Lebensweise der Matrosen, bei seinen vielen Auftritten in der Jugendbewegung, bei Landarbeitern und bei weiteren Personen.
Ein Grundcredo war, wenn der Mensch nicht lieben kann, wird er nicht glücklich leben können.

### Kolonialismuskritik
Hans Paasche kritisierte seit 1905 scharf die Kolonialpolitik des deutschen Kaiserreiches. Er kam bald zu der Feststellung, dass diese den Einheimischen nur Leid brächte. Das beste sei es vielmehr, wenn sie vollständig von den vermeintlichen „Segnungen“ der europäischen Invasoren verschont blieben. Er lernte die Sprache Kisuaheli und bemühte sich, die Kultur und Lebensweise der Swahili kennenzulernen. Dies brachte er u. a. in Das verlorene Afrika zum Ausdruck.
1918 gehörte Hans Paasche zu den schärfsten Kritikern der deutschen Kolonialpolitik und begrüßte öffentlich den Verlust der Kolonien. In seinem fingierten Reisebericht Die Forschungsreise des Afrikaners Lukanga Mukara ins innerste Deutschland schilderte er aus der Perspektive eines fiktiven Schwarzen die diesem überaus skurril vorkommenden Gebräuche und Sitten im Kaiserreich. Die Darstellung der Deutschen als seltsame Eingeborene war zum damaligen Zeitpunkt durchaus provokativ.

### Kriegsgegner
Hans Paasche äußerte sich in seinen Schriften radikal gegen die deutsche Kriegspolitik. Er beschrieb mehrfach, dass viele Militärs und Unternehmer wirtschaftlich erheblich vom Krieg profitierten, und deshalb an dessen Fortführung ein grundsätzliches Interesse hatten. Dies betraf zu seinem Bedauern auch seine beiden Eltern im Nachbardorf.
Deutschland habe durch sein rücksichtsloses Vorgehen im Krieg in den Nachbarländern viel Schaden angerichtet und seinen Ruf vollständig ruiniert.
In seiner 1919 entstandener Schrift Das verlorene Afrika, die u. a. von Kurt Tucholsky in der Weltbühne hervorgehoben wurde, finden sich die Worte:
Dein feldgrauer, animalischer Gehorsam hat das Elend, die Trauer und Kraftlosigkeit dieser Zeit hervorgebracht. Und du sprichst nur von deutschen Interessen, bevor du einmal die Tränen der Verzweiflung mitgeweint hast, die die ganze Menschheit weinen muß beim Anblick der Landstriche, in denen wir Siegfried- oder Hindenburgstellung spielten. Die Welt steht dir nicht offen, bevor du Mensch wirst.

### Sozialistische Einstellungen
Hans Paasche wollte eine Gesellschaft, in der Menschen frei und gleichberechtigt leben konnten. Er war Mitglied im Vollzugsrat der Arbeiter- und Soldatenräte in Berlin 1918 und stand danach politisch vor allem der Unabhängigen Sozialdemokratischen Partei (USPD) nahe. Er wurde von seinen Gegnern häufig als Kommunist denunziert und unterstützte auch kommunistische Bewerber in seiner Umgebung. Sein enger Vertrauter Magnus Schwantje schrieb, Hans Paasche sei ein Kommunist im Sinne einer klassenlosen Gesellschaft, aber er lehne deren gewaltsame Wege dorthin ab.

### Tierschützer
Hans Paasche setzte sich gegen das Tragen von Federhüten und Pelzen ein, weil dadurch viele Tiere unnötig getötet würden, die dann auch dem Naturkreislauf fehlen würden.
Gleichzeitig litt er unter seiner eigenen Widersprüchlichkeit, dass er dennoch in seinem Gut Waldfrieden öfter zur Jagd gehe, auch aus Standesnotwendigkeit.

## Bedeutung
Hans Paasche hatte für die junge Lebensreformbewegung seiner Zeit eine Bedeutung als charismatische Persönlichkeit.
Bei seinem öffentlichen Eintreten gegen Krieg und Kolonialismus war sein Rang als Kapitänleutnant besonders wichtig, weil so auch ein Offizier Teil der neuen Antikriegsbewegung um den Bund Neues Vaterland war. Er trat zunächst gemäßigt auf, ab 1917 dann wesentlich radikaler.
Hans Paasche hatte eine starke Wirkung auf Menschen im persönlichen Gespräch.
Seine gesamtgesellschaftliche Wirkung war dagegen eher gering, da die pazifistische Antikriegsbewegung im militaristisch geprägten Deutschland nur wenige Anhänger hatte und auch von vielen Sozialdemokraten und Kommunisten eher belächelt wurde.
Sein gewaltsamer Tod 1920 erhob ihn dann in eine Reihe mit Persönlichkeiten wie Karl Liebknecht, Rosa Luxemburg, Kurt Eisner und Gustav Landauer, die ebenfalls hinterhältig ermordet worden waren. Die Betroffenheit bei vielen linken Intellektuellen war groß. Es zeigte auch, dass sein Auftreten für bestimmte Personen doch ein Ärgernis gewesen war.
Für die Gegenwart liegt seine Bedeutung in seiner radikalen Hinwendung zu einer sozial und ökologisch verantwortbaren Lebensweise, sowohl im alltäglichen Leben, als auch im gesamtgesellschaftlichen Bemühen. Auch seine Bereitschaft zu aufrichtiger Reue seines Handelns als Offizier im Krieg in Afrika und 1914/16 ist bemerkenswert.

„[Hans Paasche] forderte ein neues Denken („Ändert euren Sinn!“), die Rückbesinnung auf die Natur, körperliche Ertüchtigung als Abwehr von Lastern, die Abkehr vom Konsumdenken. Abenteuerlicher Lebenslauf und tragisches Ende, charismatische Ausstrahlung und christlich motiviertes Eintreten für eine „Revolution der Gesinnung“ ließen [Hans Paasche] zu einer Leitfigur der Jugend-, Friedens- und Ökologiebewegungen werden.“

## Gedenkorte

### Gut Waldfrieden (Zacisze)

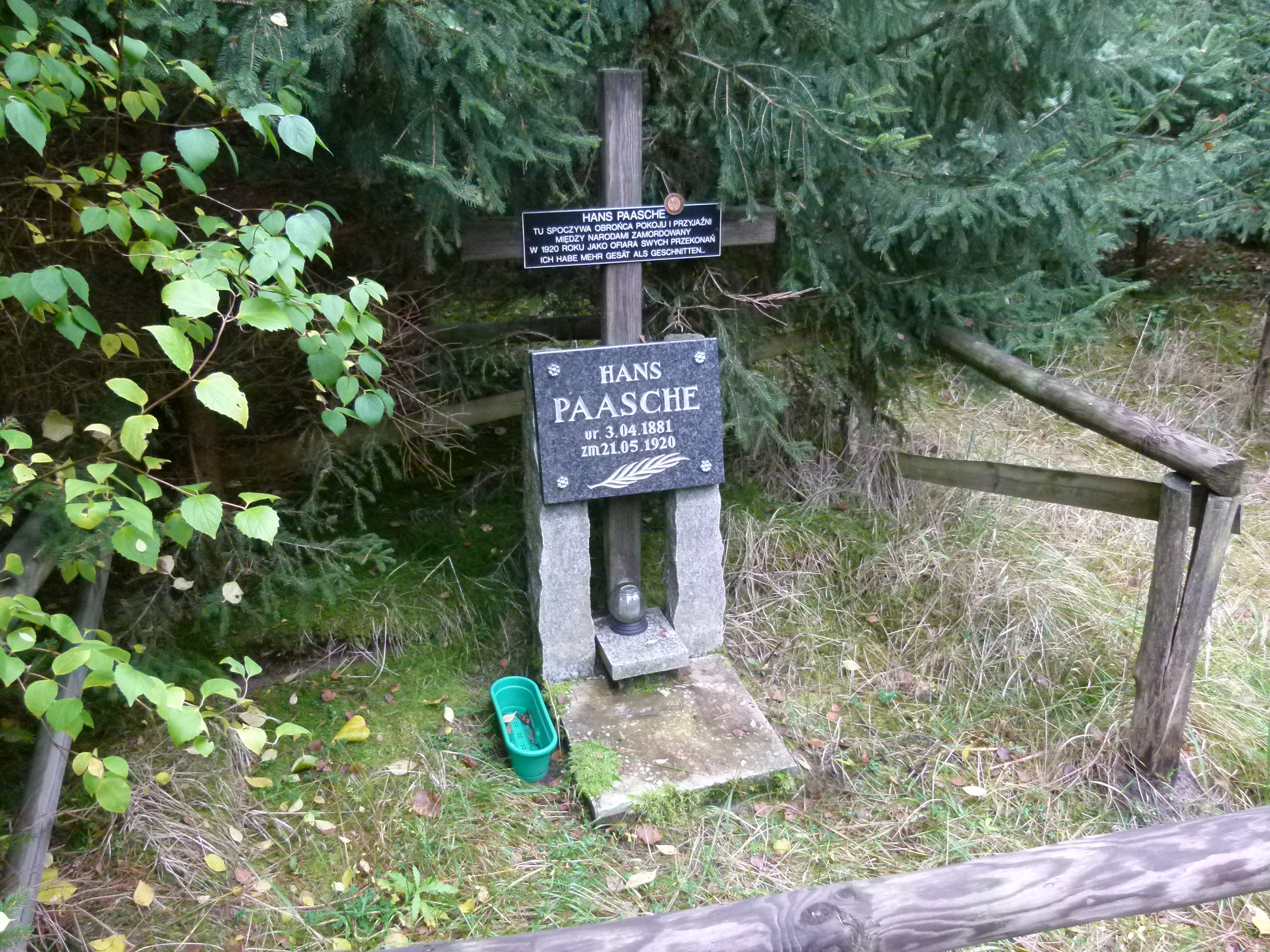
Grabkreuz auf Gut Waldfrieden (2012)

Auf dem ehemaligen Gut Waldfrieden (jetzt Zacisze bei Krzyż Wielkopolski) befindet sich die Gedenkstätte zur europäischen Verständigung für Hans Paasche. Diese besteht aus einem hölzernen Grabkreuz sowie zwei überdachten Informationstafeln.
Nachdem der Stettiner Historiker Jerzy Giergielewicz 2003 Paasches Werke der polnischen Öffentlichkeit zugänglich gemacht hatte, bildete sich in Krzyż Wielkopolski eine Schülerinitiative, die eine Patenschaft zur Pflege des Grabes von Hans Paasche übernahm. 2004 wurde auf Beschluss des Krzyżer Stadtrates das Grab zur Gedenkstätte hergerichtet. Dazu wurde die zugewucherte Grabstätte freigelegt und eingefriedet. Grüne Pfeile an Bäumen weisen den Weg von der verbliebenen Treppe des Gutsgebäudes zur Grabstelle. An seinem 85. Todestag 2005 wurde Gut Waldfrieden als Gedenkstätte der europäischen Verständigung der Öffentlichkeit übergeben. Der dazu aus Toronto angereiste Enkel Gottfried Paasche bekundete seine Dankbarkeit und seine Freude darüber, dass das Vermächtnis seines Großvaters mit dieser großartigen und mutigen Geste entgegengenommen werde.

### Burg Ludwigstein
Auf der Burg Ludwigstein in Hessen, die das Archiv der deutschen Jugendbewegung beherbergt, befindet sich der ursprüngliche Grabstein von Hans Paasche aus Gut Waldfrieden. Diesen hatte die Tochter Helga Paasche 1985 aus dem jetzigen Polen mitbringen dürfen. Außerdem gibt es ein Hans-Paasche-Zimmer mit einer Dauerausstellung zu seinem Leben. Eine junge Linde ersetzte 2007 die ursprüngliche Paasche-Linde von 1920, die 2002 einem Sturm zum Opfer gefallen war.  Sie war von einer polnischen Schülergruppe aus Gut Waldfrieden (Zacisze) mitgebracht worden und unter Beteiligung des aus Kanada angereisten Enkels Gottfried Paasche während eines Festaktes eingepflanzt worden.

### Hans-Paasche-Straßen
Potsdam-Bornstedt
Die erste Hans-Paasche-Straße gibt es in Potsdam-Bornstedt seit 2022 in einem neu erschlossenen Gebiet.
Mehrere vergebliche Straßenbenennungsversuche
In mehreren Städten schlugen Anträge zur Benennung einer Hans-Paasche-Straße bisher fehl, darunter in Dortmund 1922.

### Gedenktafeln
Zentralfriedhof Berlin-Friedrichsfelde
Auf dem Zentralfriedhof in Berlin-Friedrichsfelde ist der Name von Hans Paasche auf einer Gedenktafel für Opfer der Jahre 1919 bis 1933 neben anderen eingraviert.

### Nachlässe
Der größte Teil des Nachlasses befindet sich in der Burg Ludwigstein (Archiv der deutschen Jugendbewegung). Einige weitere Stücke sind wahrscheinlich im Besitz der Nachkommen.
Seine umfangreiche Ostafrikasammlung mit mehr als hundert Objekten ist im Völkerkundemuseum der Universität Zürich aufbewahrt. Einige sind in einer Werkstattausstellung bis Anfang 2024 zu besichtigen.

### Weitere Bemühungen
2021 bemühte sich das Friedensbündnis seiner Geburtsstadt Rostock, weitere Formen des Gedenkens zu finden. Bisher gibt es keine Ergebnisse.

## Werke
Bücher

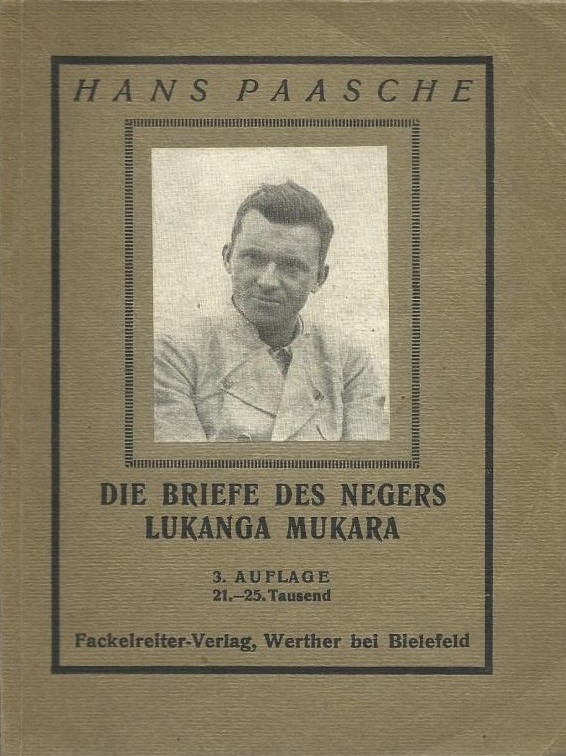
Die Forschungsreise des Afrikaners Lukanga Mukara ins innerste Deutschland

Zu seinen Lebzeiten erschienen vier Bücher von Hans Paasche.
- Im Morgenlicht. Kriegs-, Jagd- und Reiseerlebnisse in Ostafrika. Mit 97 photographischen Aufnahmen des Verfassers. Schwetschke, Berlin 1907. Digitalisat, ausführlicher Bericht über seine Afrikaerlebnisse 1905/06
- Was ich als Abstinent in den afrikanischen Kolonien erlebte, Mimir, Reutlingen,  1911
- Das verlorene Afrika, Verlag Neues Vaterland, Berlin 1919 Digitalisat,Text im Projekt Gutenberg-DE
- Meine Mitschuld am Weltkriege, Verlag Neues Vaterland,  Berlin, 1919 (Flugschriften des Bundes Neues Vaterland Nr. 6) Text im Projekt Gutenberg-DE

Nach seinem Tod wurden drei weitere Werke herausgegeben.
- Die Forschungsreise des Afrikaners Lukanga Mukara ins innerste Deutschland. herausgegeben von Franziskus Hähnel, Hamburg 1921 Digitalisat – Internet Archive, zuerst 1912/13 in seiner Zeitschrift Der Vortrupp als Die Briefe des Negers Lukanga Mukara; danach mehrere Neuauflagen bis 1928 mit 60.000 Exemplaren[38], danach 1953, 1984, 1988, 2010
- Ändert Euren Sinn. Schriften eines Revolutionärs. Hrsg. Helmut Donat und Helga Paasche. Nachwort von Robert Jungk. Donat, Bremen, 1992, ISBN 3-924444-49-8. Texte im Projekt Gutenberg-DE; gesammelte Aufsätze
- Das verlorene Afrika. Ansichten vom Lebensweg eines Kolonialoffiziers zum Pazifisten und Revolutionär. Hrsg. P. Werner Lange unter Mitwirkung von Helga Paasche. (Cognoscere Historias Band 17) Berlin 2008; fast alle Veröffentlichungen mit Bezug zu Afrika (außer einige Zeitungsaufsätze)

Aufsätze
Hans Paasche verfasste zahlreiche Aufsätze für seine Zeitschrift Der Vortrupp und weitere wie Die Aktion.  Die wichtigsten sind in den Sammelbänden Ändert euren Sinn! (1992) und Das verlorene Afrika (2008) enthalten (siehe oben).
- Der Gedanke der Lebensredorm, Text im Projekt Gutenberg-DE
- Rede vor dem Zentralrat der Marine, genannt 53er Ausschuss. In: Scheidemann, Liebknecht, Haase, Berlemann, Paasche über die Revolution. 4 Redner behandeln das Thema „Ursprung und Verlauf des Krieges, sowie die Revolution und deren Ziele“ nach ihren unterschiedlichen Parteistandpunkten, Berlin o. J. [1918].

Herausgeber
- Der Vortrupp. Halbmonatsschrift für das Deutschtum unserer Zeit, 1912–1914, im Geist der Lebensreformbewegung
- Fremdenlegionär Kirsch. Eine abenteuerliche Fahrt von Kamerun in die deutschen Schützengräben in den Kriegsjahren 1914/15, Berlin 1916 (Text im Projekt Gutenberg-DE), 250.000 Exemplaren innerhalb von zwei Jahren, mehrere Übersetzungen;  mit einem Vorwort von Hans Paasche, der Text scheint von Max Kirsch zu sein.[39]

### Monographien
- Helmut Donat (Hrsg.): Hans Paasche: Ein Leben für die Zukunft.  Verlag Donat, Bremen 2022, ISBN 978-3-949116-07-0, in Verbindung mit dem Rostocker Friedensbündnis, mit Beiträgen von P. Werner Lange, Jürgen Reulecke, Heinz Kratschutzki, Eike Andreas Seidel, Gernot Scholz und Wolfgang Schlott
- Gottfried Paasche, Joaquin Kuhn (ed., transl.): The Strange Story of the Shooting of Captain Hans Paasche. The Writings and Actions of a Peace Martyr. The Writings and Actions of a Peace Martyr and New Translations of Two Works: My Share of the Guilt for the World War [and] The Loss of Africa 1919. Blue Riding Imprint, Toronto 2001.
- P. Werner Lange: Hans Paasches Forschungsreise ins innerste Deutschland. Eine Biographie. Mit einem Geleitwort von Helga Paasche und Bibliographie. Donat-Verlag, Bremen 1995, ISBN 3-924444-02-1.
- Helmut Donat, Wilfried Knauer (Hrsg.): „Auf der Flucht“ erschossen …. Schriften und Beiträge von und über Hans Paasche. Donat, Bremen 1981.
- Magnus Schwantje: Hans Paasche. Sein Leben und Wirken. Verlag Neues Vaterland, Berlin 1921.
- Otto Wanderer (d. i. Otto Buchinger): Paasche-Buch. Verlag Junge Menschen, Hamburg 1921.

### Lexikonartikel
- Winfried Mogge: Paasche, Hans Albert Ferdinand. In: Neue Deutsche Biographie (NDB). Band 19, Duncker & Humblot, Berlin 1999, ISBN 3-428-00200-8, S. 735 f. (Digitalisat).

### Aufsätze
- Susanne Rappe-Weber: Unterwegs im kolonialen Ost-Afrika mit Hans Paasche (1881–1920). In: Archivnachrichten aus Hessen 23/2 (2023), S. 27–30.
- Camille Auboin: Hans Paasche (1881–1920) et le féminin. Entre colonialisme et Lebensreform. [Hans Paasche (1881–1920) und das Weibliche. Zwischen Kolonialismus und Lebensreform]. In: Recherches Germaniques. 52. 2022. S. 57–72 (Text / übersetzt), mit Zitaten aus Lukanga Mukara
- Andreas Schmid: Deutschland im Spiegel Ostafrikas. Hans Paasches Lukanga Mukara (1912/13). In: Zeitschrift für Kulturwissenschaften, Jg. 14., Nr. 2, 2020, S. 49–66. Text / Information
- Helmut Donat: Den Toten die Wahrheit! Die Zeitschrift für Geschichtswissenschaft verbreitet verleumderische Behauptungen gegen den Pazifisten Hans Paasche, der vor 100 Jahren von rechter Soldateska ermordet wurde. In: Junge Welt, 30. Juni 2020, S. 12 f.
- Helmut Donat: Rebell in Uniform. In: Die Zeit. 21. Mai 2020, S. 17.
- Christian Niemeyer: Hans Paasche unter Töchtern der Wüste? Kritische Anmerkungen zur Heldenverehrung in der Jugendbewegungshistoriografie. In: Zeitschrift für Geschichtswissenschaft,  68, 2020, 3, S. 210–229., dieser Beitrag wurde später kritisiert (Junge Welt, 30. Juni 2020)
- Helmut Donat: Keine Abkehr vom Militarismus – Hans Paasche und das Scheitern der Novemberrevolution 1918. In: Zeitschrift für Geschichtswissenschaft, Jg. 66, 2018, S. 917–930.
- Helmut Donat: Hans Paasche, Offizier, Pazifist. In: Ossietzky 12/2010.
- Jürgen Ritter: Ein Offizier spricht Kisuaheli. [Mit genauer Lebensbeschreibung und Textzitaten]. In: Spiegel vom 17. Juli 2008 (Volltext)
- Alan Nothnagle: „Wer zählt die Tränen, die das kostete?“ Hans Paasches Weg vom Kolonialoffizier zum Pazifisten. In: Hans-Martin Hinz, Hans-Joachim Niesei, Almut Nothnagle (Hrsg.): Mit Zauberwasser gegen Gewehrkugeln. Der Maji-Maji-Aufstand im ehemaligen Deutsch-Ostafrika vor 100 Jahren. Lembeck, Frankfurt am Main 2006, ISBN 3-87476-508-3, S. 125–144.
- Ingrid Laurin: Hans Paasche im Morgenlicht. In: Acta Germanica. Jahrbuch des südafrikanischen Germanistenverbandes, 30/31 (2002/2003). 2003, S. 9–22.
- Lothar Wieland: Vom kaiserlichen Offizier zum deutschen Revolutionär – Stationen der Wandlung des Kapitänleutnants Hans Paasche (1881–1920). In: Wolfram Wette, Helmut Donat (Hrsg.): Pazifistische Offiziere in Deutschland, 1871–1933. Donat-Verlag, Bremen 1999, ISBN 3-931737-85-3, S. 169–179.
- Karl H. Solbach: Hans Paasche – Offizier, Reformer, Revolutionär. In: Cornelius Neutsch, Karl H. Solbach (Hrsg.): Reise in die Kaiserzeit. Ein deutsches Kaleidoskop, nach Hans Paasche „Die Forschungsreise des Afrikaners Lukanga Mukara ins innerste Deutschland“. Kiepenheuer, Leipzig 1994.
- Peter Morris-Keitel: Paradiesische Zustände. Zu Hans Paasches Weltnaturschutzkonzept. In: Jost Hermand (Hrsg.): Mit den Bäumen sterben die Menschen. Zur Kulturgeschichte der Ökologie. Böhlau, Köln 1993, S. 221–240.
- Peter Morris-Keitel: Umwertung aller Werte. Hans Paasches „Lukanga Mukara“ neu gelesen. In: Jahrbuch des Archivs der deutschen Jugendbewegung, Bd. 17 (1988–1992), S. 163–176.
- Reinhold Lütgemeier-Davin: Hans Paasche (1881–1920), Lebensreformer, Anti-Preuße, Revolutionär. In: Jahrbuch des Archivs der deutschen Jugendbewegung, Bd. 13 (1981), S. 187–194.